# Nadezhda Kotsochkina
Nadezhda Kotsochkina es una deportista soviética que compitió en remo. Ganó una medalla de bronce en el Campeonato Mundial de Remo de 1978, en la prueba de cuatro scull con timonel.

## Palmarés internacional
| Campeonato Mundial | Campeonato Mundial        | Campeonato Mundial | Campeonato Mundial       |
| Año                | Lugar                     | Medalla            | Prueba                   |
| ------------------ | ------------------------- | ------------------ | ------------------------ |
| 1978               | Cambridge (Nueva Zelanda) | Medalla de bronce  | Cuatro scull con timonel |